# Henllanfallteg
Henllanfallteg (en anglais) ou Henllan Fallteg (en gallois) est une communauté du Carmarthenshire, au pays de Galles.
Au recensement de 2011, elle comptait 480 habitants.